# Шапиров, Борис Михайлович
Бори́с Миха́йлович Шапи́ров (первоначальная фамилия Шапиро; 24 ноября [7 декабря] 1851, Одесса — 20 июля [2 августа] 1915, Санкт-Петербург) — русский военный врач-организатор, учёный-медик, санитарный инспектор Отдельного корпуса пограничной стражи (1896—1912), председатель лечебной комиссии Главного управления Российского общества Красного Креста. Почётный лейб-медик Двора его Императорского Величества, действительный тайный советник, кавалер ордена Александра Невского.

## Начало биографии
Родился в Одессе, в семье еврея из купеческого сословия. После окончания в 1874 году медицинского факультета Киевского университета Святого Владимира, поступил на службу врачом в уездном городе Сапожок Рязанской губернии. Затем в течение двух лет проходил научное усовершенствование в Императорской медико-хирургической академии и одновременно стажировался в должности младшего ординатора при клинике внутренних болезней профессора Э. Э. Эйхвальда.
Во время Русско-турецкой войны (1877—1878 годов) Б. М. Шапиров служил в действующей армии в должности старшего врача Вологодского, а затем Оренбургского подвижного госпиталя Красного Креста. После окончания войны служил младшим врачом в Павловском полку, младшим ординатором в Николаевском военном госпитале Санкт-Петербурга, а затем врачом для командировок в Казанском военном округе. Помимо практической лечебной деятельности Б. М. Шапиров занимался научными изысканиями, по итогам которых Йенский университет присудил ему степень доктора медицины и хирургии. Вскоре прошла успешная защита его диссертации «Материалы к физиологии желудочного пищеварения».

## Служба вОтдельном корпусе пограничной стражи
26 февраля (10 марта) 1896 года император Николай II Высочайше утвердил мнение Государственного совета «Об устройстве врачебной части в Отдельном корпусе пограничной стражи и об утверждении росписи числа старших и младших врачей, а также нижних чинов медицинского и хозяйственного разрядов в означенном корпусе».

Высочайшим приказом на должность корпусного врача назначили действительного статского советника, доктора медицины Бориса Михайловича Шапирова. Должность, в которой он состоял шестнадцать лет, в связи с реорганизациями в Отдельном корпусе пограничной стражи, несколько раз переименовывали: корпусной врач (с 1896 года), заведующий медицинской частью (с 1902 года), медицинский инспектор (с 1904 года), санитарный инспектор (с 1908 года).

Оценивая роль и заслуги Б. М. Шапирова в организации медико-санитарной части корпуса, следует обратиться к литературному наследию начала XX века. Полковник Михаил Иванович Коновалов в 1912 году писал:

При устройстве врачебной части в корпусе Пограничной стражи ставили задачу организаторам её — не уклоняться от норм военно-медицинского ведомства и делать всё, как там. Упускалось из внимания (ими), что медико-санитарные мероприятия вводятся не для вновь сформированного армейского корпуса, расквартированного в двух или в трёх губерниях, а для корпуса, раскинутого на обширном пространстве от полярного круга до тропиков, на пространстве, где некоторые местности совершенно не изучены в медико-топографическом отношении. Тут задачу приходилось решать самостоятельно: «списать у соседа» не было возможности. Судите сами, сколько пришлось пережить волнений новатору этого дела, прикомандированному к управлению корпуса врачу, ныне санитарному инспектору, лейб-медику Б. М. Шапирову и впоследствии также помощнику его, доктору Н. Н. Гурьеву, целиком вынесшему на своих плечах столь громадную организаторскую работу.
Б. М. Шапиров, приняв на себя ответственную задачу: произвести коренную реорганизацию врачебной помощи в корпусе Пограничной стражи, с присущей ему энергией, принялся за дело. Под его руководством производилось назначение врачей и классных фельдшеров, устанавливалось число и тип лечебных заведений в бригадах, нанимались и возводились для них типовые помещения; высылалось медицинское оборудование и лекарственные средства по специально разработанным табелям, создавались фельдшерские школы.

С 1898 года под редакцией Б. М. Шапирова начали издаваться санитарные отчёты по Отдельному корпусу пограничной стражи. М. И. Коновалов охарактеризовал их следующим образом:

К особым достоинствам отчётов Пограничной стражи нужно отнести беспристрастное добросовестное отношение к обрабатываемым данным, отсутствие желания скрыть или умалить недочёты и недостатки, при постоянном стремлении улучшить быт солдат и офицеров и благосостояние медицинских чинов, и прекрасное изложение трактуемого предмета… Такого рода отчёты, как первого корпусного врача пограничной стражи, доктора медицины Б. М. Шапирова, несомненно, приносят большую пользу своим умелым и правдивым изложением и составляют ценный вклад в нашу бедную литературу по врачебному бытописанию и медицинской статистике.
К 1900 году в бригадах корпуса было развёрнуто 53 офицерских и 1095 солдатских коек в 90 лечебных заведений (по штатной росписи полагалось иметь 91) размещённых в приграничье от Архангельска до Ашхабада. Лечебные заведения размещались в арендованных или собственных, возведённых по типовому проекту, помещениях, вполне отвечающих требованиям санитарии и гигиены. Их оборудование было единообразное. Кроме больничного инвентаря в каждом лазарете имелась дезинфекционная камера, куб для перегонки воды, паровой стерилизатор, микроскоп и лабораторная посуда для бактериологических исследований. Снабжение медикаментами, перевязочными средствами и хирургическим инструментарием производилось по особому каталогу. Ежегодные расходы на медицинское оборудование составляли 15 000 рублей. Лечебное питание больных проводилось по трём основным диетам: ординарной, средней и слабой.

По инициативе Б. М. Шапирова в 1905 году заведование лазаретами и лазаретными покоями было полностью передано в руки врачей (ранее ими заведовали строевые офицеры), что положительно сказалось на организации медицинской и хозяйственной деятельности. В отрядах и на постах Пограничной стражи были исследованы источники питьевой воды, организован контроль над качеством приготовления пищи и выпечкой хлеба, устроены бани. Каждый пост снабдили медицинской аптечкой и наставлением по оказанию самопомощи, пограничников обеспечили индивидуальными перевязочными пакетами. Офицеры корпуса, а равно и их семьи стали пользоваться лечением в лазаретах корпуса за счёт казны. Врачи получили возможность усовершенствовать свои знания в Императорской военно-медицинской академии и на ежегодных врачебных съездах округов, устраиваемых первым санитарным инспектором корпуса.

Благодаря настойчивости Б. М. Шапирова, врачи получили право участвовать в эмеритальной кассе военного ведомства, в которую министр финансов первый шеф Пограничной стражи граф Сергей Юльевич Витте перечислил залоговую сумму в несколько сот тысяч рублей.

К исходу 1912 года Отдельный корпус пограничной стражи располагал госпиталем на 485 коек, 35 бригадными лазаретами, 61 лазаретным отделением, 12 приёмными покоями (всего на 1198 коек), 4 санаториями и 60 фельдшерскими школами. Медико-санитарное обеспечение осуществляли 180 врачей, 534 медицинских и аптечных фельдшера, 6 сестёр милосердия, 143 лазаретных надзирателя, 433 лазаретных служителя.

Стараниями Б. М. Шапирова в лазаретах были открыты операционные, налажено бесперебойное снабжение хирургическим инструментарием, современными средствами для обезболивания и дезинфекции. На должности старших врачей лазаретов стали назначать врачей, прошедших научное усовершенствование при Императорской военно-медицинской академии.

Хирурги лазаретов выполняли первичную хирургическую обработку огнестрельных ран, лапаротомии, удаление грыж, трахеотомии, торакотомии с резекцией рёбер, трепанации сосцевидного отростка, ампутации конечностей и др.

Например, в лазарете Амударьинской бригады, которым руководил старший врач надворный советник Капитон Яковлевич Шульгин, была устроена операционная палата 6 аршин в длину, 7 аршин в ширину и 5 аршин в высоту. Стены белёны извёсткой. Хирургический инструментарий, в котором не было недостатка, стерилизовали кипячением и хранили в 2 % растворе карболки. Перед операцией врач и его помощники мыли руки стерильными щётками с мылом, затем 70 % спиртом и погружали на 1-2 минуты в раствор 1 % сулемы. Анестезия проводилась хлороформом. В качестве шовного материала использовался исключительно шёлк, предварительно стерилизованный кипячением в растворе соды. Для повязок использовались стерильная марля и вата. Чистые перевязки проводились в операционной, а гнойные — в перевязочной комнате. За два года К. Я. Шульгин выполнил 361 оперативное пособие.

При непосредственном участии Б. М. Шапирова для войск Заамурского округа в 1908 году учреждён Заамурский госпиталь в Харбине (Северная Маньчжурия) на 485 коек. Права и обязанности медицинских и хозяйственных чинов, а также порядок заведования госпиталем регламентировались особой инструкцией, утвержденной шефом Пограничной стражи 21 августа 1908 года.

Госпиталь обслуживали восемь штатных врачей — главный, два старших и пять младших ординаторов, а также два провизора. Ежегодно в госпитальных бараках проходили стажировку два-три врача из бригад округа. Средний медицинский персонал состоял из 14 фельдшеров и 6 сестёр милосердия. Госпитальное хозяйство возглавлял комиссар, ему помогал бухгалтер и 8 писарей. Смотритель госпиталя (обер-офицер) возглавлял команду из 9 лазаретных и 27 палатных надзирателей. Духовное окормление осуществлял псаломщик.

Будучи консультантом по санитарной части при правлении Китайской Восточной железной дороги, Б. М. Шапиров принимал деятельное участие в ликвидации эпидемии лёгочной чумы, вспыхнувшей в Маньчжурии в 1910 году.

Под его руководством производилась организация обсервационных и карантинных пунктов на станциях, устройство подвижных пароформалиновых камер. Для нужд Заамурского округа направлялись дезинфекционные средства, противочумные препараты и лечебная сыворотка. На помощь персоналу больниц были командированы 10 врачей, 7 студентов-медиков и 14 фельдшеров и фельдшериц. По рекомендации Бориса Михайловича правление Китайской Восточной железной дороги пригласило профессора статского советника Даниила Кирилловича Заболотного, который организовал в Харбине должные санитарно-карантинные мероприятия. Благодаря самоотверженности врачей Отдельного корпуса пограничной стражи угрозу заноса лёгочной чумы в пределы Российской империи удалось предотвратить.

Несмотря на постоянную занятость, Б. М. Шапиров неоднократно выезжал в служебные командировки на Кавказ и Среднюю Азию, где обследовал гигиеническое состояние бригад и условия работы медицинского персонала. В этой связи, об отношении Бориса Михайловича к подчинённым врачам, как начальника и человека, писал доктор Александр Константинович Пилацкий:

Весьма доступный, приветливый, сердечный, он, с первого же раза, при знакомстве с ним, вселял доверие и расположение к себе, которое в дальнейшем ещё более укреплялось его правильною и справедливою оценкою деятельности каждого из врачей. Будучи по натуре чрезвычайно добрым и отзывчивым, он в своей деятельности не упускал случая принимать все зависящие от него меры к улучшению положения врачей, вникая даже в их частные нужды. Благодаря его заботам, врачи корпуса пограничной стражи были обеспечены содержанием, значительно лучшим, чем военные и морские в соответствующих должностях.

В 1912 году Борис Михайлович, по состоянию расстроенного здоровья, оставил пост санитарного инспектора Отдельного корпуса пограничной стражи и сосредоточил свою деятельность на общественном поприще.

## Служение в Российском обществе Красного Креста

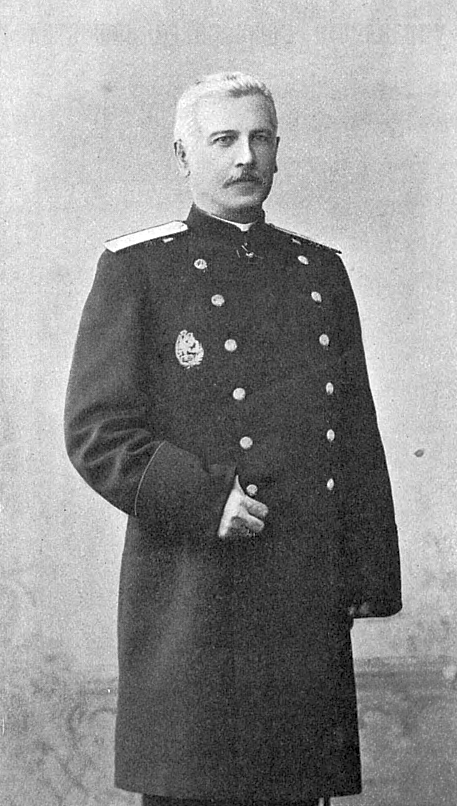
Тайный советник, доктор медицины Борис Михайлович Шапиров

Членом главного управления Российского общества Красного Креста (РОКК) Б. М. Шапирова избрали в 1901 году, а в 1904 году поручили пост председателя лечебной комиссии. В его обязанности входили: организация санаториев и детских оздоровительных колоний для лиц, находящихся под покровительством РОКК; назначение и выдача пособий нуждающимся. С 1903 по 1913 годы он принял участие в направлении на санаторное лечение 6 840 человек с расходом 428 750 рублей. Ввиду ограниченных вакансий, многие прошения Борис Михайлович рассматривал лично.
По поручению главного управления РОКК Б. М. Шапиров принимал деятельное участие по организации гигиенических выставок в Дрездене в 1911 году и в Санкт-Петербурге в 1913 году, как председатель учредительной выставочной комиссии.

## Членство в общественных организациях
Талантливый врач-организатор Б. М. Шапиров отдавал все силы и знания служению людям. С 1897 года он состоял консультантом при санитарной части Китайской Восточной железной дороги. Многие годы возглавлял комиссию по детским оздоровительным колониям Общества охранения народного здравия, являлся членом Императорского человеколюбивого общества и Всероссийской лиги борьбы с туберкулёзом. Во время Русско-японской войны  состоял членом главной эвакуационной комиссии при Главном штабе военного ведомства.

## Научная деятельность
Наряду с рачительным исполнением будничных служебных обязанностей, Борис Михайлович осуществлял обширную научную и литературную деятельность. Ряд научных статей он посвятил санитарному и медико-географическому описанию бригад Отдельного корпуса пограничной стражи. Многие его работы, посвященные научным изысканиям и практическим наблюдениям, публиковались не только в российских, но и зарубежных изданиях. Наиболее известны следующие научные труды Бориса Михайловича:
- Лечение невралгии подкожным впрыскиванием осмиевой кислоты // Русская медицина. — 1885[18].
- B. M. Schapiro. Die Behandlung von Neuralgien mit Injectionen durch Osmiumsäure (автор статьи указан как B. Schapiro[19][20], в книжной публикации (1888) автор указан уже как Boris Schapiroff; Йена, 1886).
- К изучению физиологического действия третичных алкоголей на живой организм // Врач. — 1887.
- B. Schapiroff. Sur l’action physiologiques des alcooles tertiaires («Bulletin et Memoires de la Societe de Therapeutique», 1887).
- Материалы к физиологии желудочного пищеварения (1896)
- Кавказские бригады Отдельного корпуса пограничной стражи в санитарном отношении // Военно-медицинский журнал. — 1898.
- Лаверан. Палюдизм. Перевод с французского. — Санкт-Петербург, 1901.
- Отчёт о детских лечебных колониях Общества охранения народного здравия, 1899—1902.
- Наши пограничные окраины в Средней Азии. — Санкт-Петербург, 1901.
- О выделении ветеринарной части в Отдельном корпусе пограничной стражи. — Санкт-Петербург, 1904.
- Лечение нижних чинов в воинских частях // Военный голос. — 1906.
- Наши пограничные окраины на Кавказе. — Санкт-Петербург, 1909.
- Российское общество Красного Креста на международной выставке в Дрездене // Вестник Красного Креста. —1912. — № 1.
- Красный Крест на Всероссийской гигиенической выставке // Вестник Красного Креста. — 1913. — № 10.
- Деятельность лечебной комиссии Красного Креста в связи с развитием благоустройства на отечественных курортах // Вестник Красного Креста. —1915. — № 5.

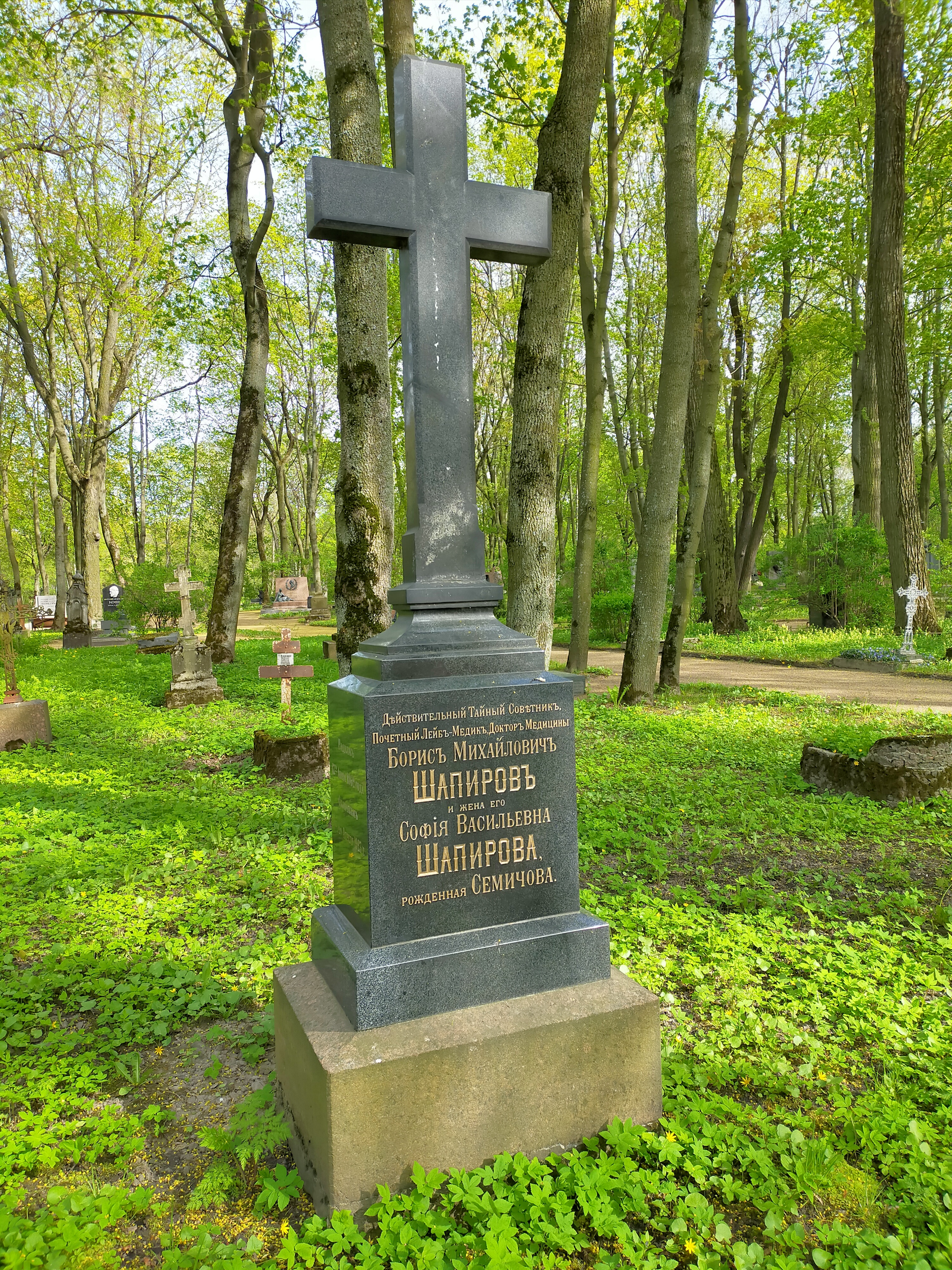
Могила Бориса Михайловича и Софии Васильевны Шапировых на Литераторских мостках в Санкт-Петербурге

## Награды
За заслуги перед Отечеством Б. М. Шапиров награждён многими орденами Российской империи до Александра Невского включительно, а особым указом императора Николая II удостоен звания почётного лейб-медика Двора его Императорского Величества и произведён в чин действительного тайного советника.
Медицинская и литературная деятельность Б. М. Шапирова нашла отражение на страницах энциклопедического словаря Ф. А. Брокгауза и И. А. Ефрона.

## Увековечение памяти
Жизненный путь первого санитарного инспектора Отдельного корпуса пограничной стражи, доктора медицины, почётного лейб-медика и действительного тайного советника Бориса Михайловича Шапирова завершился в Санкт-Петербурге 20 июля (2 августа) 1915 года.

Могила Бориса Михайловича и Софии Васильевны Шапировых находится на Литераторских мостках Волковского кладбища Санкт-Петербурга.

В канун 160-летия со дня рождения Б. М. Шапирова группа военных врачей Главного клинического военного госпиталя Федеральной Пограничной Службы России учредила памятную медаль. На аверсе — барельефный портрет Бориса Михайловича и девиз: «Светя другим — сгораю сам», на реверсе — инициалы, должность и даты земного бытия.

## Потомки
Дети

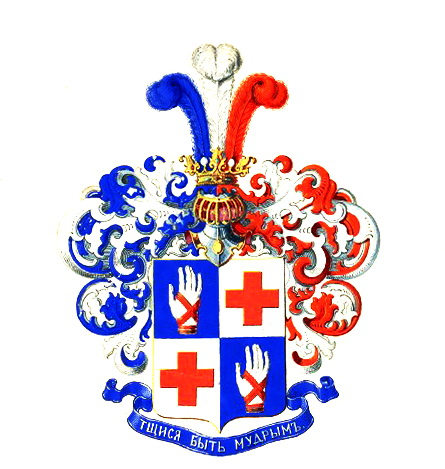
Герб Бориса Шапирова внесен в Часть 16 Общего гербовника дворянских родов Всероссийской империи, стр. 127

- Татьяна Борисовна Шапирова (1886—1955) окончила С.-Петербургскую женскую гимназию Л. С. Таганцевой с золотой медалью и историко-филологический факультет С.-Петербургских Высших женских курсов (1909)[22], 3 февраля 1911 года[23] вышла замуж за Михаила Леонидовича Лозинского — поэта и переводчика.

Внуки
- Наталия Михайловна Лозинская (1915—2007) вышла замуж за Никиту Алексеевича Толстого — сына известного писателя Алексея Николаевича Толстого.

Правнуки
- Михаил Никитич Толстой — физик.
- Наталья Никитична Толстая — писательница.
- Татьяна Никитична Толстая — писательница.
- Иван Никитич Толстой — писатель.